# Tujeon
|  |  |

Le tujeon (en coréen, hangeul : 투전, hanja 鬪牋, littéralement : papier (de carte) de lutte), également appelé tupae (hangeul : 투패, hanja 鬪牌 (carte à jouer de lutte), est un jeu coréen de cartes à jouer, dont on a déjà des traces au XVIe siècle.

## Cartes
Les cartes utilisées sont très verticales, elles représentent des animaux, sous une forme pictographique et comportent le nom des cartes écrits en hanja (hanzi coréens).
Elles sont nommées et représentent :
| Français             | Hanja | Hangul    | romnisation révisée |
| -------------------- | ----- | --------- | ------------------- |
| Commandant humain    | 人將  | 사람 장   | saram jang          |
| Commandant poisson   | 魚將  | 물고기 장 | mulgogi jang        |
| Commandant corbeau   | 烏將  | 까마귀 장 | kkamagwi jang       |
| Commandant faisan    | 雉將  | 꿩 장     | kkwong jang         |
| Commandant chevreuil | 獐將  | 노루 장   | ruru jang           |
| Commandant étoile    | 星將  | 별 장     | byeol jang          |
| Commandant lapin     | 兔將  | 토끼 장   | tokki jang          |
| Commandant cheval    | 馬將  | 말 장     | mal jang            |